# 東聖吉16號事件
東聖吉16號事件是台日一起漁業糾紛事件，發生於2016年4月25日，屏東琉球籍漁船「東聖吉16號」在沖之鳥（日方稱「沖之鳥島」）東南東約150海里（280）國際水域作業時遭到日本公務船扣押，並要求匯保證金新台幣一百七十萬元才放人，引發中華民國政府不滿。

## 經過
2016年4月25日，東聖吉16號漁船在沖之鳥公海進行捕魚作業時遭到日本海上保安廳公務船登檢及扣捕，船長潘健鵬被關進拘留所並遭日方脫光衣服搜身，日方要脅在26日中午前將600萬日圓（新台幣176萬元）的保證金匯給日方，否則將以直升機將船長帶往附近小島，再轉機至日本，漁船也將同時拖往日本。一旦人船扣進日本，將判決漁船侵入日本領海，到時就必須付更高額的罰金，因此船主且同時也是潘健鵬的父親潘忠秋急著籌保證金。
當晚潘健鵬家人將保證金匯到日本，日方才決定放人，東聖吉16號漁船加速返航，5月5日下午返回小琉球漁港。

## 各方反應

### 中華民國
4月25日，外交部就事件表達嚴正抗議，並要求日方立即釋放扣押之船舶與海員，重申沖之鳥屬「礁」，故200海里專屬經濟水域不適用之，日方應尊重各國於公海之航海權及捕魚權。
4月27日，總統馬英九在國安會議中就事件表明按《聯合國海洋法公約》有關島嶼的定義，「沖之鳥」乃屬「礁」而非「島」，故不予承認日方之違法擴權主張。同時在會上提出要求行政院強力交涉、全力護漁，並強調各級政府機關未來均以「沖之鳥礁」稱之。馬英九另亦請部會著手研議尋求其他國際途徑解決之可行性。
4月29日，外交部長林永樂召見日本駐台代表沼田幹夫，再對事件向日方表達強烈抗議。另駐日代表處代表沈斯淳昨已向交流協會理事長今井正表達抗議。立法院朝野黨團同日發出共同聲明譴責日方嚴重侵害人權、漁權及公海權益，對台日長期友好關係造成傷害。
行政院長張善政表示，日本這種作風非常不好，不只是外交部抗議，不管他是院長或卸任後民眾的角度，「一個9平方公尺，3個榻榻米大的一塊地，怎麼可以叫做島？」他說，用9平方公尺就去延伸兩百海浬的經濟海域，非常不合理。張善政並呼籲，日本不應再強辯沖之鳥是島，不然「他們請那設籍的100多名議員上去，過一個禮拜看看。」

### 日本
4月28日，外相岸田文雄在内閣會議後記者會上稱「《聯合國海洋法公約》確立了沖之鳥島作為島嶼的地位，故其周邊存在排他性的經濟水域」，並指示透過日台聯絡窗口交流協會抗議台灣方面就沖之鳥片面定義為岩礁。

### 中华人民共和国
4月29日，外交部發言人華春瑩在例行記者會批抨日方擅自將沖之鳥認定為「島嶼」，並以此主張專屬經濟區和大陸棚，違背《聯合國海洋法公約》，中方對日本的非法主張不予承認。

## 後續
事後中華民國政府擴大護漁行動，5月1號行政院海岸巡防署巡護九號（排水量近2000噸並有武裝力量）及農委會漁訓貳號從高雄市啟航，備援海巡最大的3000噸級高雄艦，前往沖之鳥附近公海執行巡護任務。
蔡英文政府上任後對沖之鳥在「島」或「礁」的認定不做表態，建立處理漁權爭議的「台日海洋事務合作對話會議」，然而沖之鳥的部分經多次協商仍未取得共識。

## 相關
- 臺日漁業衝突
- 廣大興28號事件
- 2024年金門漁船翻覆事件
- 2024年澎湖籍漁船於對岸管轄海域捕撈遭海警查扣事件